# North Carolina Commissioner of Insurance
Der North Carolina Commissioner of Insurance gehört zu den konstitutionellen Ämtern des Bundesstaates North Carolina. Die Verfassung von North Carolina sieht die Wahl eines Commissioners of Insurance alle vier Jahre durch die wahlberechtigte Bevölkerung von North Carolina vor, dessen Amtszeit mit der Amtszeit des Gouverneurs von North Carolina gleichzeitig verläuft. Der North Carolina Commissioner of Insurance reguliert das Versicherungswesen im Staat, lizenziert Versicherungsfachleute im Staat, klärt Verbraucher über verschiedene Versicherungsarten auf und bearbeitet Verbraucherbeschwerden. Außerdem überwacht er die Behörde des North Carolina Fire Marshals, die für eine Vielzahl von anderen Diensten zuständig ist, welche das tägliche Leben von Leuten in North Carolina betreffen. Der aktuelle Amtsinhaber ist Mike Causey, der sein Amt im Januar 2017 antrat.
Vor 1899 lag die Beaufsichtigung der Versicherungsunternehmen im Staat in den Händen des North Carolina Secretary of State. Im Jahr 1899 verabschiedete die North Carolina General Assembly ein Gesetz zwecks Schaffung des Postens des Commissioners of Insurance, welcher seit 1908 von der wahlberechtigten Bevölkerung von North Carolina gewählt wird.

## Liste der North Carolina Commissioners of Insurance
| #  | Commissioner of Insurance | Amtszeit  | Parteizugehörigkeit |
| -- | ------------------------- | --------- | ------------------- |
| 1  | James R. Young            | 1899–1921 | Demokrat            |
| 2  | Stacey W. Wade            | 1921–1927 | Demokrat            |
| 3  | Daniel C. Boney           | 1927–1942 | Demokrat            |
| 4  | William P. Hodges         | 1942–1949 | Demokrat            |
| 5  | Waldo C. Cheek            | 1949–1953 | Demokrat            |
| 6  | Charles F. Gold           | 1953–1962 | Demokrat            |
| 7  | Edwin S. Lanier           | 1962–1973 | Demokrat            |
| 8  | John R. Ingram            | 1973–1985 | Demokrat            |
| 9  | James E. Long             | 1985–2009 | Demokrat            |
| 10 | Wayne Goodwin             | 2009–2017 | Demokrat            |
| 11 | Mike Causey               | seit 2017 | Republikaner        |